# Palo canario

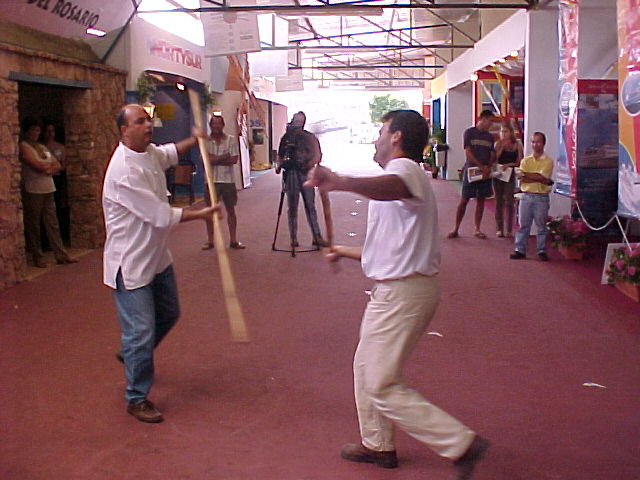
Exhibició durant FEDETUR 2000, a Pozo Negro, Antigua, Fuerteventura el 23/09/2000.

El palo canario o banot (en guanxe: banod) és un joc considerat un vestigi de les tradicions ancestrals dels antics canaris, que van ser conseqüència de l'evolució d'activitats bèl·liques. Es practica entre dos jugadors que, sense arribar a fer contacte amb el cos de l'adversari, realitzen un combat amb pals. El conjunt de pràctiques que podem agrupar el pal canari, es basa en una esgrima entre dos jugadors amb un pal a les mans. La diferència entre les modalitats de joc existents ve determinada per la grandària del pal, distingint-se tres modalitats: pal petit, pal mitjà i garrot o pal gran.

## Etimologia
El joc del pal és també anomenat banot o banod, paraules d'origen prehispànic. En guanxe, banod significa "llança llancívola de tea, endurida al foc".

## Història
La primera notícia sobre l'ús de pals, per part dels aborígens, la trobem en la Crònica Bethencouriana (1402) i fa referència als bimbaches, o pobladors de l'illa de El Hierro. La segona es deu a Leonardo Torriani, enginyer cremonès que va escriure una Historia de las Islas el 1590 i que va deixar un document valuosíssim: un dibuix de dos canaris en una placeta en una espècie de ritual amb vares de grandària mitjana. Quan dos canaris es desafiaven en duel, anaven al lloc assenyalat, que era una placeta alta, que en cada extrem tenia una pedra plana, gran tan sols quant podia mantenir-se damunt d'ella un home dempeus. Primer cadascun d'ells es posava damunt de la seva pedra amb el bastó anomenat magodo o amodeghe. Després baixaven a terra i s'enfrontaven amb els magodos, esgrimint i buscant cadascun el seu avantatge. El pal sempre ha anat associat a unes funcions determinades, que podem resumir en defensa, maneig d'animals i suport per a passejar pels camins i barrancs. El joc del pal és, en definitiva, una esgrima, l'espai de la qual està definit pels jugadors, compost per un conjunt de tècniques ràpides que el fan molt vistós, i que no posseeix una forma explícita de terminació.

## Característiques
Actualment, a Canàries s'han mantingut i transmès tres modalitats de joc de pal canari en diversos estils,
- Modalitat de joc de pal canari gran (Pal que sempre és més gran que les persones que el porten i amb prou gruix per aguantar el pes d'una persona quan l'usa per a desplaçar-se) donant-li diferent nom al pal segons l'illa, La Lata o "El Garrote" a Fuerteventura (família D. Simeón i D. Domingo Alberto, al municipi d’Antigua, a La Palma estil D. Epifanio. A Gran Canaria al pal se'n diu Garrote, existint diversos grups familiars que ho han transmès com Els Calderín de Telde, Els Guedes i Els Caballeros de les zones careneres del Sud de l'Illa. I sobretot, cal destacar la labor de rescat que ha fet Jorge Domínguez, qui més publicacions ha escrit sobre el Garrot Canari.
- Modalitat de joc de pal canari mitjà, el seu nom segons l'illa vara, palo (pal en els més llargs va fins a la barbeta del jugador i els més petits fins a la cintura, sent els més usats els que van del sòl al cor del jugador, i el seu gruix depèn del pes per ser manejat segons l'estil que l'usa). Al joc de pal canari modalitat mitjà a Lanzarote se'l coneix com a pal conejero i el seu mestre D. Cristin Feo. A Tenerife on hi ha major quantitat d'estils de pal mitjà estan els estils dels Los Morales, de San Andrés (qque dirigeixen l'escola de joc del pal més antiga de Canàries), el seu mestre Sr. Pedro Morales, Els Acostas, zona de La Esperanza el seu mestre D. Marino Acosta. Los Vergas la família Diaz a La Esperanza i Taco el seu mestre fundador, D. Eugenio Diaz. Los Déniz, a La Laguna, fundador. D. Tomas Deniz. A La Palma estil D. Vicente Vidal, canari que va ensenyar a Cuba a D. Tomás Hernández qui en tornar els va ensenyar a l'illa de La Palma.

A l'illa d'El Hierro l'estil de joc de pal canari mitjà és conegut per Quintero Zamora el seu mestre Sr. Juan Cabrera. La modalitat de pal curt (la seva grandària va els més grans des de la caiguda de la mà al terre, fins a tan petit que es podia amagar bé entre la roba). A Canàries, s'imparteix gràcies a la labor de Jorge Domínguez, qui el 1993, va acabar per recuperar les seves tècniques a Cuba. A aquesta illa està també Manuel Martel, emigrant canari de tercera generació qui ho va aprendre del seu pare i avi que van néixer a Santiago del Teide, illa de Tenerife. Respecte a l'altre pal petit canari que perviu a Sud-amèrica, no es pot que el seu origen sigui canari, més quan els seus actuals jugadors no volen reconèixer-los cap origen sinó el veneçolà, el garrot veneçolà o garrot larence.